# Kuća Vitaić u Supetru
Kuća Vitaić u gradiću Supetru, Porat 21, zaštićeno kulturno dobro.

## Opis
Kuća Vitaić je užim pročeljem orijentirana prema rivi u Supetru. Kamena trokatnica građena pravilnim klesancima, a duž drugog kata je kameni balkon s profiliranom kamenom pločom na konzolama. Pristupa se vanjskim stubištem s kamenom ogradom od balustara. Sred potkorvlja je barokni luminar flankiran dvjema volutama sa stiliziranim cvijetom. Kuća Vitaić iz 18. st. odlikuje se kasnobaroknim detaljima visoke zanatske vrijednosti.

## Zaštita
Pod oznakom Z-1433 zavedena je kao nepokretno kulturno dobro - pojedinačno, pravna statusa zaštićena kulturnog dobra, klasificirano kao "javne građevine".